# Linia kolejowa nr 307
Linia kolejowa nr 307 – linia kolejowa, która rozpoczynała swój bieg na stacji Namysłów, w województwie opolskim, natomiast jej koniec umiejscowiony był na stacji Kępno, w województwie wielkopolskim. Była to linia jednotorowa, o szerokości torów 1435 mm, niezelektryfikowana. Obecnie linia jest nieczynna, a jej tory zostały całkiem rozebrane.

## Historia linii
- 1 października 1911 roku – otwarcie odcinka Rychtal – Kępno,
- 2 listopada 1912 roku – otwarcie odcinka Namysłów – Rychtal,
- 19 stycznia 1920 roku – zamknięcie dla ruchu odcinka Bukowa Śląska – Rychtal,
- Wrzesień 1939 roku – ponowne otwarcie dla ruchu odcinka Bukowa Śląska – Rychtal,
- 6 marca 1992 roku – zamknięcie linii dla ruchu osobowego,
- 1 stycznia 1994 roku – zamknięcie linii dla ruchu towarowego,
- Luty 2014 roku – PKP rozpoczyna rozbiórkę linii kolejowej.[1][2]

W okresie międzywojennym, między stacjami Bukowa Śląska i Rychtal, przebiegała ówczesna granica polsko-niemiecka, stąd też w latach 1920–1939 odcinek linii między tymi stacjami był nieczynny. Ruch na całej linii został ponownie wznowiony przez Niemców, z początkiem wojny w 1939 roku.
Według niektórych informacji ostatni pociąg na tej linii przejechał 6 marca 1992 roku. Przyczyną zawieszenia ruchu na linii, jak podano oficjalnie, była osłabiona konstrukcja stalowego wiaduktu na odcinku w pobliżu Namysłowa.